# Алюмогідрокальцит

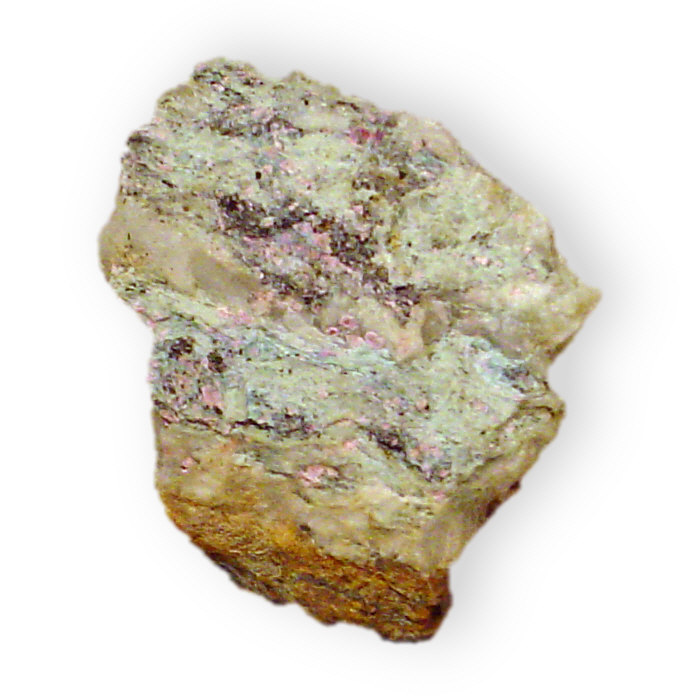
Алюмогідрокальцит

Алюмогідрокальцит (рос. алюмогидрокальцит; англ. alumohydrocalcite; нім. Alumohydrokalzit m) — мінерал, водний основний карбонат кальцію та карбонат алюмінію острівної будови.

## Загальний опис
Склад: CaAl2(CO3)2 (OH)43H2O. Містить (%): CaO — 16,68; Al2О3 — 30,38; CO2 — 26,16; H2O — 26,78. Сингонія триклінна. Густина 2,231. Твердість 2,5. Кристали голчасті. Спайність досконала. Колір білий з блакитним відтінком. Блиск скляний. Крихкий. Утворюється під дією карбонатних вод на алофан.

## Розповсюдження
Зустрічається в крейдоподібних масах радіальноволокнистої та сферолітової будови. Рідкісний. Є в Хакасії (Сибір), де асоціює з алофаном, а також в Польщі (Нова-Руда), ФРН (Бергіш-Гладбах) і у Пакистані (Чітрал).